# دومينيك بورغس
دومينيك بورغس (بالإنجليزية: Dominic Burgess)‏ هو ممثل بريطاني، ولد في 29 يوليو 1982 في المملكة المتحدة.

## وصلات خارجية
- دومينيك بورغس على موقع IMDb (الإنجليزية)
- دومينيك بورغس على موقع قاعدة بيانات الفيلم (الإنجليزية)